# Ezeni, Prahova
Ezeni (în trecut, Eseni, Iezeni) este un sat în comuna Filipeștii de Târg din județul Prahova, Muntenia, România. A făcut parte la sfârșitul secolului al XIX-lea din comuna Dărmănești din plasa Filipești, județul Prahova. Comuna a fost reorganizată în 1968 și arondată județului Dâmbovița, iar satul Ezeni a trecut la comuna Filipeștii de Târg din județul Prahova.